# KCS Power PC
KCS Power PC – emulator sprzętowy komputera IBM PC/XT. Rozszerzenie pamięci o 1 MB RAM dla komputera Amiga 500/500+, a po dodaniu specjalnej przejściówki także dla komputerów Amiga wyposażonych w sloty Zorro II. Sprzętowa warstwa emulatora oparta była na procesorze NEC V20, będącym szybszą kopią układu Intel 8086.
Emulator wykorzystywał układy graficzne Amigi do emulacji kart graficznych zgodnych ze standardem CGA, MCGA, EGA. Umożliwiał dostęp do portów Amigi a także pozwalał na dostęp do dysku twardego, jeśli Amiga była wyposażona w odpowiedni kontroler.